# Tatort: Das Mädchen Galina
Das Mädchen Galina ist ein Fernsehfilm aus der Krimireihe Tatort. Der vom Südwestrundfunk unter der Regie von Thomas Freundner produzierte Beitrag ist die 738. Tatort-Episode und wurde am 21. Juni 2009 im Ersten Programm der ARD erstgesendet. Das Stuttgarter Ermittlerduo Lannert und Bootz ermittelt seinen vierten Fall.
Die Kommissare haben den Mord an einer Prostituierten aufzuklären und geraten dabei bis in die Welt der Politiker.

## Handlung
Thorsten Lannert und Sebastian Bootz entdecken nach einem Notruf die Leiche einer jungen Frau in einem luxuriösen Stuttgarter Apartment. Kurz nachdem sie die Räume betreten haben, schießt jemand auf sie und verletzt Bootz, der daraufhin vom Notarztwagen in eine Klinik gebracht wird. Lannert verfolgt den flüchtigen Täter, doch dieser kann entkommen. Als er mit dem kriminaltechnischen Team zur Leiche zurückkehren will, ist diese verschwunden.
Nach Aussagen der Nachbarn wurde das Apartment von ständig wechselnden Damen mit ebenso wechselnden Herren benutzt. Gemietet wurde das Penthouse von Wolf Zehender, den Lannert und der inzwischen aus der Klinik entlassene Bootz sofort aufsuchen. Der Mann arbeitet als Erotikfotograf und nutzt die Räumlichkeiten angeblich nur für fotografische Zwecke. Ab und zu hätten sich seine Models den Schlüssel zu den Apartments für ihre Zwecke geholt, aber wer ihre Begleiter gewesen seien, weiß er angeblich nicht. Anhand von Fotos kann Bootz die Tote identifizieren: Es handelt sich um die neunzehnjährige Galina Trifunovic. Die Kommissare suchen Galinas Freundin Mareen Juranec auf, diese erklärt, dass sie das Penthouse nur für „Spezialkunden“ nutzten.
In Galinas Zimmer finden Lannert und Bootz ein Notizheft mit Zahlenkombinationen, das von der Kriminaltechnikerin Nika Banovic entschlüsselt werden kann. Das Büchlein liefert diverse Namen prominenter Kunden von Galina. Der Landtagsabgeordnete Högele war demnach der Letzte, mit dem sie in dem Penthouse zusammen war. Die Ermittler suchen ihn auf, aber er leugnet, Galina zu kennen. Laura Högele, die Tochter des Politikers, erklärt indessen, dass Galina ihre Freundin gewesen sei. Sie könne sich nicht vorstellen, dass Galina eine Prostituierte gewesen sei.
Lannert erfährt von Mareen, dass Wolf Zehender sehr wohl gewusst habe, mit welchen Männern sie sich im Penthouse getroffen hätten. Oftmals habe er diese sogar vermittelt, wenn sie für ihn wichtig gewesen seien. Zehender hat vor, in Stuttgart ein Bordell zu bauen, für das er noch nicht alle Genehmigungen hat. So dauert es nicht lange, bis Lannert und Bootz eine DVD mit einer offenbar heimlich aufgenommenen Szene finden: Högele mit Galina beim Geschlechtsakt in Zehenders Penthouse. Eine große Summe Bargeld im Hause des Politikers deutet zudem auf einen Erpressungsversuch. Da nur Zehender die Kamera eingebaut haben kann, mit der diese Sexszene aufgenommen worden ist, gerät er unter dringenden Tatverdacht. Im Verhör gibt er an, dass an dem Abend Högele Galinas Kunde gewesen sei und sie ihn voller Angst angerufen habe, weil „er“ sie töten wolle. Als er das Apartment betreten habe, sei Galina bereits tot gewesen. Nachdem er Schritte gehört habe, habe er vor Angst durch die Tür geschossen. Dass eine Kugel Bootz getroffen habe, tue ihm leid. Um Högele zu schützen, habe er die Leiche im Wald vergraben. Dort findet sie die Polizei nach Zehenders Angaben. Todesursächlich waren Stichverletzungen mit einem am Tatort sichergestellten Küchenmesser.
Nachdem sich Lannert und Bootz noch einmal die Aufzeichnung des Notrufs angehört haben, sind sie sich sicher, dass dies die Stimme von Galinas Freundin ist. Sie gehen davon aus, dass Mareen sich selbst Hoffnungen auf Högele gemacht hat und nicht ertragen konnte, dass Galina ihr den Mann wegnimmt, der sie aus ihrem Prostituiertendasein herausholen sollte. Sie wollen sie festnehmen, treffen sie aber nicht in ihrer Wohnung an. Sie finden heraus, dass Mareen zu Högele wollte. Dort ist sie inzwischen mit Laura Högele allein. Sie versucht, Laura zu erwürgen, nachdem diese sie beschuldigt hat, Galina ermordet zu haben. Lannert und Bootz treffen rechtzeitig ein und können Laura retten.
Die Schlussszene zeigt, wie Lannert und Bootz auf einem großen Bildschirm die Nachrichten sehen: Högele hat sein Landtagsmandat verteidigt, vor laufender Kamera dankt er seiner Frau für die Unterstützung.

## Hintergrund
Der Film wurde vom 11. November 2008 bis 12. Dezember 2008 in Stuttgart, Karlsruhe und Baden-Baden gedreht.

## Rezeption

### Kritiken
„Grimme-Preisträger Thomas Freundner hat die eher durchschnittliche Vorlage mit der sichtbaren Lust an der Aktion, mit Humor und mit vielen kleinen emotionalen Zwischentönen angereichert. Dass bei den Schauspielern große Namen fehlen, ist kein Manko. Es erhöht sogar die Glaubwürdigkeit.“

Die Kritiker der Fernsehzeitschrift  TV Spielfilm vergab für diesen Tatort die bestmögliche Wertung (Daumen nach oben) und befanden, der Film „startet mit einem Actionfeuerwerk“, er sei „spannend, mit Überraschungen.“

### Einschaltquoten
Die Erstausstrahlung von Das Mädchen Galina am 21. Juni 2009 wurde in Deutschland von 9,23 Millionen Zuschauern gesehen und erreichte einen Marktanteil von 25,0 Prozent für Das Erste.